# Palazzo del Parlamento (Canberra)
Il palazzo del Parlamento (in inglese Parliament House) è un edificio che ospita il Parlamento dell'Australia, con sede nella capitale Canberra.

## Descrizione
L'edificio è stato progettato da Romaldo Giurgola insieme al suo studio Mitchell/Giurgola & Thorp Architects attraverso una joint venture con la Concrete Construction e la John Holland. Fu inaugurato il 9 maggio 1988 da Elisabetta II. È costato circa 1,1 miliardi di dollari australiani.
Prima della costruzione dell'edificio, il Parlamento federale australiano si riuniva a Melbourne fino al 1927. Tra il 1927 e il 1988, il Parlamento australiano si è riunito nella "Old Parliament House". La costruzione del nuovo edificio iniziò nel 1981. Il progetto è basato su una struttura a forma di due boomerang, sormontata da un pennone alto 81 metri.
La struttura contiene 4 700 camere e molte aree sono aperte al pubblico. L'atrio principale contiene una scala in marmo. La camera della Camera dei Rappresentanti è decorata di verde, mentre la camera del Senato è di colore rosso. Tra le due camere si trova la Sala dei deputati e non è aperta al pubblico. L'ala ministeriale ospita l'ufficio del primo ministro e altri ministri.